# Bandan Hurip
Bandan Hurip is een bestuurslaag in het regentschap Lampung Selatan van de provincie Lampung, Indonesië. Bandan Hurip telt 1969 inwoners (volkstelling 2010).